# Glándulas anexas
Las glándulas anexas o glándulas anejas son aquellos órganos que segregan líquidos digestivos que contienen sustancias llamadas enzimas, cuya función es degradar o simplificar los alimentos. Las glándulas anexas del tubo digestivo son: las glándulas salivales, el hígado y el páncreas. Las primeras son el conjunto de glándulas que drenan en la cavidad bucal y cuyo producto de secreción es la saliva:
- Alveolar simple (acina)
- Alveolar ramificada simple
- Tubular simple
- tubular simple en espiral
- Tubularramificada simple
- Compuesta alveolar
- Compuesta túbular alveolar
- Tubular Compuesta

## Órganos del aparato digestivo
- La boca.
- La faringe.
- El esófago.
- El estómago (glándulas gástricas).
- El hígado-vesícula biliar.
- El páncreas.
- El intestino delgado (glándulas intestinales).
- El intestino grueso.
- Ano.

Las glándulas anexas no son consideradas parte del tubo digestivo, ya que no son parte del recorrido porque el alimento no se mete dentro, sino que ayudan indirectamente, aportando sustancias, como el jugo digestivo, a la digestión.
En la boca se abren tres glándulas que tienen por función de segregar saliva: 
Las sublinguales, las submaxilares y las parótidas que forman las glándulas salivares.
La lengua tiene la misión de impulsar el bolo alimenticio, mezcla de alimentos y saliva, hacia la faringe que la lleva hacia el esófago. 
La saliva posee una enzima llamada amilasa la cual hace convertir los glúcidos como el almidón en azúcares más simples.
- La faringe: también forma parte del aparato respiratorio. Cuando los alimentos van a pasar hacia el esófago, la epiglotis obstruye el paso del bolo alimenticio a la laringe durante la deglución para evitar que éste se vaya al aparato respiratorio.
- El estómago: Es una bolsa musculosa en forma de J en donde el bolo alimenticio es transformado por acción del jugo gástrico que contiene enzimas y ácido clorhídrico que ataca a las proteínas y a las grasas. El estómago forma una sustancia semilíquida llamada quimo.
- El intestino delgado: Es un tubo de más o menos 6-8 metros de largo que tiene en su interior una serie de rugosidades llamadas vellosidades son las encargadas de absorber los alimentos transformados en sustancias muy simples y digeribles.

Las sustancias absorbidas son distribuidas por la sangre y la linfa a todas las células del organismo y las que no son absorbidas pasan al intestino grueso. 
- El intestino grueso: Es un tubo grueso y corto que tiene una longitud de más o menos un metro y medio por seis centímetros de ancho que envuelve al intestino delgado. Tiene la forma de U invertida y termina en el ano, órgano que se comunica con el exterior.

## Etapas del proceso digestivo
Las principales etapas del proceso digestivo: 
- Digestión bucal: En la boca, los alimentos son masticados y se van mezclando con saliva, con la ayuda de las glándulas salivales es decir, se produce la in salivación.

Los alimentos masticados e insalivados forman el bolo alimenticio, el cual es empujado por la lengua hacia el esófago y de ahí es transportado hacia el estómago. 
- Digestión estomacal: En el estómago, el bolo alimenticio se mezcla con jugo gástrico, formándose una masa líquida, espesa y muy ácida llamada quimo.

Debido al movimiento de los músculos de las paredes del estómago, el quimo pasa al 
Intestino delgado o grueso
- Digestión intestinal: en el intestino delgado, el quimo se mezcla con tres líquidos:

a) Con la bilis, elaborada por la vesícula biliar en el hígado y encargada de ayudar a digerir las grasas. 
b) Con el jugo pancreático, elaborado por el páncreas, completada la digestión de las proteínas y de los hidratos de carbono. 
c) Con el jugo intestinal, elaborado por el mismo intestino, completa la acción de los jugos pancreáticos.
Con la mezcla de estos tres líquidos el quimo se transforma en quilo, un líquido lechoso que contiene sustancias nutritivas que atraviesan las membranas del intestino delgado y llegan a la sangre. La sangre distribuye estas sustancias nutritivas a todo el cuerpo. Las sustancias de desecho se van acumulando en el intestino grueso. Constituyen la materia fecal, que es expulsada por el ano en el acto de la defecación.

### Secreción de la saliva
Glándulas salivales; características de la saliva. Las principales glándulas salivales son las parótidas, las submandibulares y las sublinguales; además, hay muchas glándulas bucales pequeñas. La secreción diaria de la saliva oscila entre 800 y 1500 mililitros, con un promedio de 1000 mililitros.
La saliva contiene dos tipos principales de secreción proteica: una secreción serosa rica en amilasa que es una enzima para digerir los almidones, una secreción mucosa que contiene mucina, que cumple funciones de lubricación y protección de la superficie.
Las glándulas parótidas secretan exclusivamente saliva serosa, mientras que las submandibulares y las sublinguales secretan ambos tipos. Las glándulas bucales sólo secretan moco. El pH de la saliva es de 6.0 a 7.5, límites favorables para la acción digestiva de la ptialina.

### Regulación nerviosa de la secreción salival
Las glándulas salivales están controladas fundamentalmente por señales nerviosas parasimpáticas y son excitadas tanto por los estímulos táctiles procedentes de la lengua y otras zonas de la boca y la faringe. Muchos estímulos gustativos especialmente los amargos (causados por los ácidos), desencadenan una copiosa secreción de saliva, la presencia de objetos lisos en la boca, provoca una salivación notable, objetos rugosos la estimulan muy poco e incluso inhibe la secreción de la saliva.
Las señales nerviosas también pueden estimular o inhibir la salivación. Por ejemplo cuando una persona, huele o come alimentos que le disgustan. La salivación también puede producirse como respuesta a los reflejos que se originan en el estómago y en la parte alta del intestino, sobre todo cuando se degluten alimentos irritantes, o cuando la persona siente náuseas debido a alguna alteración gastrointestinal.
Es probable que la saliva deglutida ayude a eliminar el factor irritativo del jugo digestivo, diluyendo o neutralizando las sustancias irritantes. La salivación produce, por sí misma, una dilatación vascular, facilitando así el aporte nutritivo necesario para las células secretoras.

## Origen del hígado
En el mesénquima del septum transversum formando los cordones hepáticos, los que interceptan a las venas onfalomesentéricas y umbilicales y forman los sinusoides hepáticos.

## Hígado
En la medida que los cordones hepáticos crecen y se introducen en en la comunicación del divertículo hepático con el intestino anterior se adelgaza formando el conducto colédoco, en el que aparece una evaginación que forma la vesícula biliar. Los cambios de posición que experimenta el duodeno provocan que la desembocadura del colédoco, situada inicialmente en su cara anterior, pase finalmente a una posición medial.
Nota 1. Los derivados definitivos del divertículo hepático son los hepatocitos cuyo origen es endodérmico, los mismos forman los cordones hepáticos; mientras que las células hematopoyéticas, las células de Kupffer y el tejido conectivo del hígado derivan del mesénquima del septum transversum.
Nota 2. En la décima semana del desarrollo, el hígado representa aproximadamente un 10 % del peso corporal, lo que se debe fundamentalmente a su función hematopoyética; la cual disminuye gradualmente en los dos últimos meses de vida intrauterina, la que es asumida por la médula ósea.

### Situación anatómica del hígado
El hígado es una glándula mixta anexa al tubo digestivo, de gran volumen y con un peso promedio en el adulto de 1,5 kg. Es un órgano intraperitoneal y supramesocólico que ocupa casi completamente el hipocondrio derecho por debajo de la cúpula diafragmática y está protegido por los arcos costales de ese lado a partir de la quinta costilla; con una prolongación hacia el epigastrio y el hipocondrio izquierdo. Se proyecta sobre las paredes anterior y lateral derecha del abdomen(vientre).

### Cara diafrágmica y cara inferior o visceral
En el hígado se describen dos caras: diafragmática e inferior o visceral, separadas por el borde inferior agudo.

#### Cara diafrágmica
La cara diafragmática del hígado es extensa y convexa, con una superficie anterior, una lateral y otra posterosuperior. Se relaciona ampliamente con el diafragma, la pleura y la base del pulmón derecho, con las costillas y cartílagos costales de ese mismo lado. En ella se destaca la línea de fijación de los ligamentos falciforme y coronario, sitios donde el peritoneo visceral que reviste al órgano se refleja hacia la pared anterior del abdomen en el primer caso, y hacia la cara inferior del diafragma en el segundo. El ligamento falciforme separa por esta cara los lóbulos derecho e izquierdo del órgano.

#### Cara inferior o visceral
La cara inferior, a diferencia de la diafragmática, presenta elevaciones y depresiones ocasionadas por su relación con órganos vecinos; y surcos debidos a la localización de vasos sanguíneos y la vesícula biliar. Es característico en esta cara la presencia de dos surcos longitudinales en sentido anteroposterior, comunicados entre sí por un surco transversal, formándose en conjunto una letra H mayúscula.
- El surco longitudinal izquierdo está ocupado en su parte anterior por los restos fibrosos de la vena umbilical, el ligamento redondo, y su parte posterior por los restos fibrosos del conducto venoso.
- El surco longitudinal derecho está interrumpido en su parte media por un puente de tejido hepático. Su parte anterior se denomina fosa de la vesícula biliar o cística, ocupada por esta estructura, y su parte posterior se denomina surco de la vena cava inferior.
- El surco transversal es profundo y se extiende de la fosa de la vesícula biliar al surco longitudinal izquierdo, se denomina puerta o hilio y sirve de paso a los elementos del pedículo hepático.

Este último está formado por la arteria hepática propia, la vena porta, el conducto hepático, los nervios y los vasos linfáticos.

### Lóbulos del hígado
La cara inferior presenta cuatro lóbulos hepáticos:
- El lóbulo izquierdo, situado a la izquierda del surco longitudinal de ese lado.
- El lóbulo derecho, a la derecha del surco longitudinal de ese lado.
- El lóbulo cuadrado, entre ambos surcos longitudinales por delante del surco transverso.
- Lóbulo caudado, entre ambos surcos longitudinales por detrás del surco transverso.

Nota. Esta lobulación es clásica en las descripciones anatómicas del órgano, pero es sólo externa porque los patrones vasculares intrahepáticos se corresponden con la existencia de dos grandes lóbulos: derecho e izquierdo

### Relaciones peritoneales
El hígado es un órgano intraperitoneal, pero con una pequeña superficie desprovista de peritoneo que coincide con el contorno del ligamento coronario; esta superficie contacta directamente con el diafragma.

### Relacionas topográficas del hígado
Se relaciona ampliamente con el diafragma, la pleura y la base del pulmón derecho, con las costillas y cartílagos costales de ese mismo lado.
Con el estómago y el esófago; así como con el riñón, la glándula suprarrenal y la flexura cólica del lado derecho.

### Estructura del hígado
El hígado presenta estroma y parénquima; el estroma está constituido por: cápsula, tabiques y armazón reticular. 
La cápsula es de tejido conectivo fibroso denso, denominada cápsula de Glisson.
Los tabiques de tejido conectivo parten de la cápsula, dividiendo al órgano en lóbulos y lobulillos. En su espesor viajan vasos sanguíneos, linfáticos y conductillos biliares.
La armazón reticular, está constituida por una trama fina de fibras reticulares en relación con los sinusoides.
El parénquima lo forman diferentes tipos celulares, entre los que predominan los hepatocitos, además de los sinusoides y los canalículos biliares.

#### Los hepatocitos
Los hepatocitos son células poliédricas, con citoplasma acidófilo por la abundancia de mitocondrias y de retículo endoplásmico liso; el aparato de Golgi es muy desarrollado. 
- Estas células presentan seis o más caras, dos de ellas están en contacto con los sinusoides a través del espacio de Disse, donde se encuentran las células de Kupffer, con funciones importantes de defensa; en estas caras, también denominadas absortivas, la membrana plasmática presenta microvellosidades.
- Las caras contiguas de los hepatocitos que delimitan el canalículo biliar, estructura que no posee pared propia, reciben el nombre de caras secretoras.
- Las caras restantes donde la membrana plasmática muestra gran desarrollo de los medios de unión reciben el nombre de caras de fijación.

#### Los sinusoides
Los sinusoides en su revestimiento hay dos tipos de células: las endoteliales típicas, con un núcleo alargado y oscuro; y la célula de Kupffer, con un núcleo más pálido y más grande, y con prolongaciones citoplasmáticas, dichas prolongaciones realizan una fagocitosis activa.

### Unidad estructural del hígado
Son los lobulillos hepáticos clásicos que tienen forma hexagonal, en su centro se encuentra la vena centrolobulillar y en sus ángulos existen áreas ricas en tejido conectivo denominadas áreas portales o espacios porta, en los que se encuentran una rama de la arteria hepática, una rama de la vena porta y el conducto biliar formando las tríadas portales.

#### Área portal
Se distinguen el conducto biliar, la rama de la arteria hepática y la rama de la vena porta.

#### Organización morfofuncional del parénquima hepático
El lobulillo hepático clásico es la unidad estructural del hígado y tiene forma hexagonal. El conocimiento de sus características morfológicas permite comprender el recorrido de la sangre y la bilis en el hígado, como veremos más adelante.
Por tanto podemos decir que el lobulillo portal está formado por todos los hepatocitos que descargan su bilis hacia el mismo conducto biliar interlobulillar.
El acino hepático o lobulillo de Rappaport, tiene forma de rombo, en dos de cuyos vértices opuestos se localizan venas centrales y en los otros dos se localizan generalmente espacios porta aunque a veces existe un espacio ciego.

##### Lobulillo hepático clásico y acino hepático
El acino hepático es considerado la unidad funcional microscópica del hígado ya que su estructura responde a la dinámica microcirculatoria del órgano.
De los espacios porta salen un conjunto de vasos perilobulillares por los que circula sangre proveniente de la vena porta y de la arteria hepática que se mezclan a través de una anastomosis senocapilar; garantizando así una irrigación uniforme desde toda la periferia del lobulillo hepático clásico hacia la vena central.
De esta forma se crean tres zonas metabólicas importantes llamadas por Rappaport:
- La Zona I se corresponde con la periferia del lobulillo hepático clásico.
- La Zona III, más cercana a la vena central y se corresponde con el centro del lobulillo hepático clásico.
- La Zona II con una posición intermedia entre la I y la III y sin límites definidos.

##### Vasos intrahepáticos
La vena porta y la arteria hepática propia, así como la disposición de sus ramos más finos por la periferia de los lobulillos hepáticos en el espesor de los tabiques de tejido conectivo; y las venas hepáticas, formadas por la confluencia de vasos más finos a partir de las venas centrolobulillares, drenan en la vena cava inferior.

##### Circulación sanguínea y biliar
La sangre, va por los sinusoides desde la periferia al centro del lobulillo hasta la vena centrolobulillar; mientras que la bilis lo hace en sentido opuesto, desde el centro del lobulillo a través de los canalículos hasta los conductos biliares localizados en los espacios porta.

### Funciones del hígado
- Producción de bilis. 500-1000 ml diarios.
- Síntesis de proteínas plasmáticas, apoproteínas y factores de la coagulación.
- Metabolismo de lípidos, glúcidos , proteínas y en el almacenamiento ,metabolismo de las vitaminas.
- Depuración de la sangre.
- Síntesis de urea, ácido úrico y creatinina.
- Hemocatéresis.
- Hemopoyesis embrionaria y post embrionaria en condiciones especiales.
- Vascular, porque realiza el almacenamiento y la filtración de sangre.

### Vías biliares

#### Vías biliares intrahepáticas
La bilis elaborada por los hepatocitos es vertida hacia los canalículos, los que cerca del espacio porta se reúnen y forman colangiolos y conductos de Herring, estos conducen la bilis hasta los conductos biliares interlobulillares que forman parte de la tríada y se reúnen para formar los conductos hepáticos derecho e izquierdo.

#### Vías biliares extrahepáticas
Los conductos hepáticos derecho e izquierdo al atravesar el hilio del órgano se unen y forman un conducto hepático común más grueso, ya con una trayectoria extrahepática, que se sitúa por delante de la vena porta a la derecha de la arteria hepática.
Después de un corto recorrido, al conducto hepático se le une el conducto cístico, continuación directa de la vesícula biliar, y se forma entonces el conducto colédoco. Este último situado entre las dos hojas del omento menor se dirige hacia abajo por detrás de la cabeza del páncreas, se une con el conducto pancreático principal y desemboca en la luz de la segunda porción del duodeno a nivel de la papila duodenal mayor.

### Conducto colédoco
Receptor de la bilis, se extiende entre las dos láminas del ligamento hepatoduodenal, teniendo por detrás la vena porta, más adelante se dirige hacia abajo, por detrás de la porción superior del duodeno, atraviesa la pared medial de la porción descendente del duodeno y se abre junto con el conducto pancreático.

#### Unión de los conductos colédoco y pancreático principal
La unión del conducto colédoco con el conducto pancreático principal formando una dilatación, denominada ampolla de Vater, inmediatamente antes de desembocar en la segunda porción del duodeno.
Segunda porción del duodeno.
Presenta la papila duodenal mayor, sitio de desembocadura de los conductos colédoco y pancreático principal.

## Vesícula biliar
Es una estructura hueca de 8 a 12 centímetros de longitud, dilatada en forma de pera, situada en la fosa del mismo nombre en la cara inferior del hígado y cubierta parcialmente por peritoneo. Tiene la función de almacenar temporalmente la bilis procedente del hígado y modificar algunas de sus cualidades físicas y químicas. Se divide en tres porciones: fondo, cuerpo y cuello. El fondo está orientado hacia abajo y hacia delante y puede contactar con la pared abdominal anterior. El cuello se continúa con el conducto cístico. A este nivel son frecuentes las litiasis como causas de disfunciones vesiculares y digestivas,

### Pared de la vesícula biliar
Esta presenta tres capas: mucosa, muscular y adventicia o serosa.
La mucosa está revestida por un epitelio simple cilíndrico con microvellosidades, en cuya lámina propia en ocasiones se encuentran glándulas mucosas y tejido linfoide. La mucosa carece de muscularis mucosae.
La capa muscular está formada por músculo liso mezclado con tejido fibroso, dispuesto en varios planos 
La capa más externa de la vesícula es una adventicia en la parte que se adhiere al hígado y una serosa en el resto de su superficie.

### Secreción biliar
Cada día el hígado produce entre 600 y 1000 ml de bilis que se almacenan y concentran en la vesícula biliar hasta el momento de su vaciamiento en el duodeno para realizar sus funciones.
La bilis está compuesta por: Agua, sales biliares, pigmentos biliares, colesterol, ácidos grasos, lecitina y electrolitos.

### Funciones de labilis
La función principal de la bilis consiste en facilitar la digestión y absorción de las grasas. Además a través de la bilis se excretan el exceso de colesterol y productos de desecho del metabolismo de la hemoglobina, como la bilirrubina, además de algunos medicamentos.

### Regulación de la secreción de bilis
La secreción de bilis por el hígado es estimulada por:
- La hormona secretina que se produce a nivel del duodeno y aumenta el contenido de agua y bicarbonato de la bilis.
- El sistema nervioso parasimpático a través del nervio vago.
- El aumento del flujo sanguíneo hepático y algunas sustancias coleréticas tales como las sales biliares.

### Vaciamiento de la vesícula
La bilis se produce constantemente en el hígado y se almacena en la vesícula biliar hasta el momento de su vaciamiento, cuando por contracción del músculo liso de sus paredes pasa al duodeno a través del colédoco previa relajación del esfínter de Oddi.
El vaciamiento de la vesícula biliar está regulado por mecanismos humorales y nerviosos.
El más importante es el humoral, por acción de la hormona colecistocinina secretada por la mucosa del duodeno en respuesta a la llegada de grasas desde el estómago. Esta hormona estimula la contracción de la vesícula y la relajación del esfínter de Oddi, con lo que se produce su vaciamiento.
La regulación nerviosa del vaciamiento de la vesícula depende de la inervación parasimpático que proporciona el nervio vago.
la existencia de algunas sustancias que al ser ingeridas estimulan el vaciamiento de la vesícula y reciben el nombre de colagogos. Ejemplos de ellas son las grasas y el chocolate.

## Páncreas
Se forma por dos evaginaciones que se originan del intestino anterior, una en posición ventral y otra dorsal.
Con la rotación hacia la derecha del duodeno, el esbozo pancreático ventral, se sitúa en posición posterior con respecto al duodeno y por debajo y detrás del esbozo dorsal. Más tarde ambos esbozos y sus conductos se fusionan; del páncreas ventral se forma el proceso unciforme y la porción inferior de la cabeza del páncreas, el resto de la glándula deriva del esbozo dorsal.
La porción distal del conducto pancreático dorsal se une con el conducto pancreático ventral, y forman el conducto pancreático principal. La porción proximal del conducto dorsal desaparece o persiste en forma de conducto pancreático accesorio. En ocasiones los conductos no se fusionan y persisten en forma de un doble sistema.
Como ya conocen, los islotes de Langerhans se desarrollan a partir del tejido pancreático parenquimatoso en el tercer mes y en el quinto comienzan a producir insulina, que tiene una gran importancia durante la vida fetal pues actúa como hormona de crecimiento; además secreta glucagón y somatostatina.

### Malformaciones del páncreas
La más frecuente es el páncreas anular. En ocasiones el esbozo ventral del páncreas tiene dos componentes, uno derecho y otro izquierdo. Durante la rotación, giran en sentidos opuestos: el derecho hacia atrás y el izquierdo hacia delante, quedando el duodeno rodeado por un anillo de tejido pancreático produciendo una obstrucción que puede ser parcial o total.

### Situación y porciones del páncreas
Es una glándula mixta, productora de hormonas como la insulina y el glucagón que intervienen en el metabolismo, y de enzimas esenciales para el proceso digestivo. Está situado profundamente en la cavidad abdominal por delante de los grandes vasos y por detrás del peritoneo parietal posterior, es un órgano retroperitoneal, con su eje longitudinal orientado transversalmente de derecha a izquierda y algo hacia arriba, a la altura de las primeras vértebras lumbares. Su extremo derecho está enmarcado por las distintas porciones del duodeno.
Se divide en tres porciones: cabeza, cuerpo y cola. Entre la cabeza y el cuerpo se describe un estrechamiento llamado istmo.

### Relaciones peritoneales
El peritoneo parietal posterior cubre por delante al páncreas excepto a nivel de la línea de fijación del mesocolon transverso.

### Relaciones topográficas del páncreas
Además del peritoneo parietal posterior y con el marco duodenal, se relaciona 
Por detrás con los grandes vasos abdominales, los vasos mesentéricos superiores, la columna vertebral y otros como el riñón izquierdo, la glándula suprarrenal izquierda y el colédoco.
Por delante se relaciona con la cara posterior del estómago a través de la bolsa omental. Su cola se relaciona con el bazo.

### Conductos pancreáticos
El componente exocrino del páncreas vierte sus secreciones a través de un conducto pancreático principal y otro accesorio. Ambos conductos desembocan en la luz de la segunda porción del duodeno en las papilas duodenales mayor y menor.
El sistema de conductos del páncreas se inicia en los conductos intercalares que se localizan dentro del acino y están formados por células centroacinares; estos conductos se unen entre sí constituyendo los conductos intralobulillares, los que convergen y dan lugar a los interlobulares que desembocan en el conducto principal.

### Estructura del páncreas
El páncreas es un órgano macizo cuyo estroma está constituido por:
- Una cápsula delgada de tejido conectivo, cubierta ventralmente por peritoneo;
- Los tabiques que dividen al órgano en lobulillos y un tejido intersticial rico en fibras reticulares.

Por su parte, el parénquima está formado por los ácidos pancreáticos, los islotes de Langerhans, y los conductos excretores.

### Jugo pancreático
Está integrado por agua, iones bicarbonato, electrolitos y enzimas digestivas, como la amilasa y la lipasa pancreáticas, la colesterol esterasa y la fosfolipasa; además algunas enzimas digestivas en forma de zimógenos o profermentos como el tripsinógeno, el quimotripsinógeno y la procarboxipeptidasa.

#### Funciones del jugo pancreático
Las principales funciones del jugo pancreático están determinadas por sus componentes.
El agua y los iones bicarbonato tienen la función de proteger la mucosa intestinal de la acidez del quimo. 
Las enzimas digestivas participan activamente en la digestión de los principios inmediatos.
Glúcidos, Lípidos, Proteínas.

### Regulación de la secreción pancreática
La regulación humoral depende de la acción de las hormonas secretina y colecistocinina.
La secretina se produce por la llegada de un quimo ácido a la primera porción del duodeno y estimula una secreción pancreática rica en iones bicarbonato y agua que se denomina secreción hidrolática.
La colecistocinina es producida por la llegada al duodeno de un quimo rico en proteínas, grasas y los productos intermedios de su digestión; estimula la secreción de un jugo pancreático rico en enzimas digestivas que se denomina secreción ecbólica.
Otro estímulo de la secreción pancreática menos potente, es la estimulación parasimpática que se materializa a través del nervio vago y se traduce en una secreción con un contenido moderado de enzimas y de escaso volumen.

### Fases de la secreción pancreática
Consta de tres fases:
- Una fase cefálica, dada por las mismas señales que caracterizan la fase cefálica de la secreción gástrica
- Una fase gástrica, muy similar a la cefálica. Es regida por la estimulación parasimpática y en ella continúa una escasa secreción de enzimas
- La fase intestinal se produce cuando llega el quimo al intestino y se caracteriza por una secreción muy abundante y rica en enzimas que depende de la producción de secretina y/o colecistocinina, de acuerdo a las características del quimo que llega.

## Tipos de digestión
El proceso digestivo comprende la digestión mecánica realizada principalmente por los dientes, la lengua, y la acción muscular trituradora del estómago que determina la destrucción física progresiva del alimento en masa y paralelamente con ésta la digestión química.
Esta última presenta características generales independientes del tipo de alimento ingerido que son:
- Se realiza por hidrólisis enzimática.
- Su velocidad depende del estado de agregación del alimento y del tiempo de contacto físico y
- La degradación gradual de las macromoléculas depende de la distribución de las enzimas a lo largo del tubo digestivo.

### Requerimientos de glúcidos en la dieta
Se considera necesario ingerirlos en una cantidad mínima de 5 gramos por cada 100 kilocalorías de la dieta para impedir alteraciones metabólicas como la cetosis.
En recomendaciones hechas por expertos de la Organización de las Naciones Unidas para la Agricultura y la Alimentación y la Organización Mundial de la Salud, se orienta la ingestión mínima de glúcidos del 55 % del total de la energía ingerida por día, y un máximo del 75 %, de ellos el 50 % deben ser carbohidratos complejos.
En cuanto a los glúcidos no digeribles, es decir, las fibras se recomienda un mínimo de 6 gramos del tipo de la celulosa y hemicelulosa, ya que estas aumentan el bolo fecal, disminuyen el tiempo de tránsito intestinal y la presión intracolon, previniendo la constipación y el cáncer de colon.